# SKZ – Das Kunststoff-Zentrum
Das Kunststoff-Zentrum (SKZ) bietet Dienstleistungen für die Kunststoffindustrie entlang der gesamten Wertschöpfungskette. Es wurde 1961 in München gegründet und galt laut einem Bericht der Mainpost im Jahr 2009 als eines der größten branchenspezifischen Institute dieser Art, das ca. 900 Kunststoff-Produkte für mehr als 400 Unternehmen überwacht.
Das SKZ wird durch die Fördergemeinschaft für das Süddeutsche Kunststoff-Zentrum (FSKZ e. V.) getragen, zu deren Mitgliedern Industrieunternehmen, Verbände und Forschungseinrichtungen zählen.
Das Institut hat seinen Sitz in Würzburg und weitere Niederlassungen in Halle, Horb am Neckar, Peine, Selb und Obernburg am Main sowie ein Trainingscenter in Dubai. Im Jahr 2021 waren ca. 450 Mitarbeiter an den unterschiedlichen Standorten beschäftigt.

## Organisation/Aktivitäten
Das SKZ ist aufgegliedert in verschiedene Tochtergesellschaften der FSKZ e. V.
Die SKZ-Testing GmbH mit Prüf- und Zertifizierungsdienstleistungen zur Qualitätssicherung von Werkstoffen und Fertigprodukten sowie die SKZ-Cert GmbH mit Zertifizierung von Managementsystemen arbeiten gewinnorientiert auf privatwirtschaftlicher Basis.
Die SKZ-KFE gGmbH führt als gemeinnützige Organisation und außeruniversitäre Forschungseinrichtung auf überwiegend nicht-wirtschaftlicher Basis Forschungs- und Entwicklungsprojekte sowie die Aus- und Weiterbildung von Fach- und Führungskräften aus der Industrie.

## Geschichte
Die Gründung der Fördergemeinschaft für das Süddeutsche Kunststoff-Zentrum erfolgte am 20. Januar 1961 auf Initiative der Landesgewerbeanstalt Bayern mit Unterstützung des bayerischen Wirtschaftsministeriums in München. Die Werkstätten der Handwerkskammer Würzburg dienten anfangs als Unterrichtsräume erster Lehrgänge für das Handwerk. Drei Jahre später, 1964, entstand in Würzburg das erste Technikum mit Verarbeitungsmaschinen und Prüflaboren. Ebenfalls 1964 wurde das SKZ amtlich anerkannte Prüfanstalt für Kunststoffe. Im Jahr 1972 wurde das SKZ Mitglied in der Vereinigung europäischer Kunststoff-Institute (ADICEP). Der erste Erweiterungsbau entstand 1974 und das SKZ-Prüfzeichen wurde zum ersten Mal vergeben. Die Ausbildung der ersten Kunststoff-Qualitätsprüfer begann im Jahr 1980 und seit 1987 ist das SKZ eine von zehn weltweit anerkannten Prüfstellen des internationalen Hockeyverbandes (FIH). Weitere sieben Jahre später, 1994, eröffnete die Management-Zertifizierungsstelle am SKZ und die Weiterbildungsaktivitäten wurden durch einen Neubau erweitert. 2005 wurde das Technologie-Zentrum im Industriegebiet Ost in Würzburg fertiggestellt. Die Prüf- und Forschungsaktivitäten des SKZ verlagerten sich an diesen Standort.

## Arbeitsgebiete

### Forschungs- und Entwicklungsprojekte
Die Forschungsaktivitäten des SKZ bündeln sich in der gemeinnützigen SKZ-KFE gGmbH, einer außeruniversitären und neutralen Forschungseinrichtung. Die anwendungsbezogene Forschung und Entwicklung umfasst u. a. die Technologieschwerpunkte Bauteileigenschaften, Digitalisierung, Materialentwicklung, Messtechnik, Nachhaltigkeit und Kreislaufwirtschaft sowie zahlreiche Kunststoffaufbereitungs-, -verarbeitungs- und Fügeverfahren, wie Additive Fertigung, Blasformen, Compoundieren, Extrudieren, Kleben, Schweißen, Spritzgießen und Thermoformen. Forschungsarbeiten werden von mehr als 140 Wissenschaftlerinnen und Wissenschaftlern in ca. 100 öffentlichen Projekten pro Jahr und zahlreichen Industrieprojekten bearbeitet. Am Standort Halle wird zudem an Faserverbundwerkstoffen und Composits geforscht. Das Europäische Zentrum für Dispersionstechnologie (EZD) in Selb, ein Tochterunternehmen des SKZ, forscht weiterhin an Farben, Lacken und Dispersionen.

### Aus- und Weiterbildung
In Kursen werden Themen aus dem Bereich der Werkstoffe, der Verfahrenstechnik, der Werkzeugtechnik sowie branchenspezifische Themen an Fach- und Führungskräfte vermittelt. In den praxisorientierten Lehrgängen liegen die Schwerpunkte in der Kunststoffverarbeitung bzw. Kunststoffbearbeitung (Spritzgießen, Extrudieren, Schweißen, Kleben usw.). Bei den Schweißer-Lehrgängen können Prüfungen nach DVGW-, DVS- und AGFW-Richtlinien abgelegt werden. Pro Jahr besuchen die Weiterbildungen des SKZ über 10.000 Teilnehmerinnen und Teilnehmer.

### Prüfung, Qualitätssicherung und Zertifizierung
Das SKZ verfügt über ein von der DAkkS (Deutsche Akkreditierungsstelle GmbH) nach DIN EN ISO/IEC 17025 akkreditiertes Prüflabor und eine nach DIN EN ISO/IEC 17020 akkreditierte Inspektionsstelle des Typs A. Es testet Kunststoffe und Kunststoff-Produkte anhand ihrer mechanisch-technologischen, chemisch-analytischen, elektrischen, optischen, thermischen und klimatischen Eigenschaften. Ein weiterer Schwerpunkt liegt in der Qualitätssicherung bei der Produktherstellung und Baustellenüberwachung. Ferner besteht eine Akkreditierung nach DIN EN ISO/IEC 17065:2013 als Voraussetzung für die Anerkennung als Benannte Stelle im Rahmen der CE-Kennzeichnung für Bauprodukte. Im Rahmen der Akkreditierung als Prüflabor beim Welttischtennisverband (ITTF) prüft das SKZ seit 2000 Tischtennisbälle, die für nationale und internationale Turniere und Wettkämpfe eingesetzt werden. Zu den Prüfkriterien gehören das äußere Erscheinungsbild (Farbe, Beschriftung und Kennzeichnung) sowie die mechanisch-technologischen Eigenschaften (Gewicht, Durchmesser, Ovalität, Rücksprunghöhe, Geradlauf und Eindruckhärte) der Bälle. Ebenfalls zur SKZ-Gruppe gehört seit April 2017 die Analytik Service Obernburg GmbH, kurz ASO. Vor allem in den Branchen Automobilzulieferung, Synthesefaserherstellung, Kunststoff, Chemie und Medizin wird dadurch das Portfolio mit einem breitgefächerten Methodenspektrum am Standort Obernburg erweitert.

### Zertifizierung von Managementsystemen
Das SKZ zertifiziert Managementsysteme nach internationalen Normen wie z. B. ISO 9001, ISO 14001, OHSAS 18001, HACCP, FW 605 und ISO/TS 16949 (über Kooperationspartner).

## Institutsleiter
- Heinz Peukert (1961–1964)
- Wilbrand Woebcken (1964–1982)
- Hans-Hellmuth Schönborn (1982–1987)
- Gottfried Wilhelm Ehrenstein (1987–1992)
- Otto Schwarz (1992–1994)
- Franz Haaf (1994–1999)
- Burghard Schmitt (1999–2005)
- Martin Bastian (seit 2005)

## Kooperationen
Das SKZ kooperiert bei der Ausbildung von Nachwuchskräften im Bereich der Kunststofftechnologie mit der Universität Würzburg
und der Hochschule für angewandte Wissenschaften Würzburg-Schweinfurt. In seiner Funktion als außeruniversitäres Forschungsinstitut besteht u. a. eine Zusammenarbeit mit der Arbeitsgemeinschaft industrieller Forschungsvereinigungen (AiF), dem Zentrum für angewandte Energieforschung (ZAE Bayern) und dem Fraunhofer-Institut für Silicatforschung (ISC). Als Prüfinstitut kooperiert das SKZ mit dem Deutschen Verein des Gas- und Wasserfaches e. V. (DVGW), dem Verband der Materialprüfanstalten e. V. (VMPA) sowie mit verschiedenen Industrieunternehmen.

## Finanzierung
Die gemeinnützige Forschung und Entwicklung des SKZ wird neben Vergütungen für Auftragsforschung in erheblichem Maß durch öffentliche Projektförderung finanziert. Weiterhin finanzierte beispielsweise der Freistaat Bayern 50 Prozent des 2005 in Betrieb genommenen Technologie-Zentrums. Auch das im Jahr 2009 eingeweihte Direktspritzgießtechnikum ist durch die Unterstützung des Freistaates Bayern mit mehr als 50 Prozent entstanden.

## Mitgliedschaften
Das SKZ ist Mitglied im Chemie-Cluster Bayern, im Cluster Chemie Kunststoffe, im KINEMA, sowie bei bayern innovativ und aufgeführt im „Kompetenzatlas Elektromobilität Bayern“.

## Arbeitgeber
Am SKZ mit den einzelnen Standorten sowie den Tochterunternehmen sind derzeit mehr als 400 Mitarbeiter beschäftigt. Im Ranking der Zeitschrift Focus-Business positionierte sich das SKZ als „Top Arbeitgeber Mittelstand 2021“ in der Kategorie Dienstleistung – im bayerischen Ranking auf Platz 6, deutschlandweit unter den Top 30.